# Uniunea Fotografilor din România
Uniunea Fotografilor din România (aprilie 1924) a fost o asociație a fotografilor din România, înființată în aprilie 1924 de către fotografii Nicolae Buzdugan (fotograf care a activat în București în perioada 1900-1930, primul președintele acestei organizații) și Etienne Lonyai (fotograf bucureștean, activ în perioada 1900-1940, de asemenea președinte al Uniunii)., alături de L. Capșa, Ed. Kuttler, L. Vernescu, N. Tzatzu si Ed. Buckovschi. Uniunea și-a propus încă de la înființare, dezvoltarea artei fotografice și apărarea intereselor fotografilor din România. Printre altele, Uniunea Fotografilor din România a editat și publicația "Revista Fotografică Română", identificată ca fiind "organul Uniunii Fotografilor din România".

## Despre Uniune
Constituirea Uniunii Fotografilor din România a fost anunțată în presa vremii la data de 25 aprilie 1924. La momentul respectiv, bucureștenii Nicolae Buzdugan, Etienne Lonyai, L. Capșa, Ed. Kuttler, L. Vernescu, N. Tzatzu si Ed. Buckovschi au decis constituirea juridică a Uniunii într-un sediu social aflat pe strada Câmpineanu nr. 4 din București. Scopul declarat al asociației a fost "să desvolte simțământul de solidaritate între fotografi, să lupte pentru ridicarea situației sociale a membrilor săi, apărând interesele profesionale". Capitalul social al societății a fost stabilit la valoarea de 28.000 lei, subscris de către membrii fondatori în părți egale.
Uniunea Fotografilor din România a funcționat și într-un sediu aflat la etajul unei clădiri de pe Calea Victoriei nr. 24 din București, cu un program de lucru între orele 15:00 - 19:00, cu excepția zilelor de duminică și a sărbătorilor legale. 
O condiție necesară pentru înscrierea în Uniune, o reprezenta deținerea unei cărți de meșter fotograf sau a unui brevet industrial în domeniul fotografiei, emis de către autoritațile statului. Costul taxei de înscriere în Uniune avea valoarea de 100 de lei, la care se adăuga o cotizație lunară în valoare de 30 de lei.
Primul președinte al acestei asociații a fost fotograful Nicolae Buzdugan, el a condus Uniunea până în anul 1932.
În perioada 1932-1934 conducerea Uniunii Fotografilor din România a fost asigurată de către fotograful Adolf Klingsberg, proprietar al studioului Julietta din capitală, activ în prima jumătate a secolului al XX-lea.
Începând cu ianuarie 1935, conducerea Uniunii va fi preluată de Etienne Lonyai.
La începutul anului 1936, comitetul de conducere al Uniunii avea urmatoarea componență: Etienne Lonyai în funcția de președinte, Nicolae Tațu și F. Gross vice-președinți, M. Samson ocupa funcția de secretar general, Jack Marcovici, casier, Traian Petrescu, secretar, L. Capșa și C. Rădulescu, cenzori, iar M. Vessa și Aurel Lupu activau ca membri în comitet.
La data de 22 ianuarie 1936, Etienne Lonyai a organizat, din poziția de preșesedinte al Uniunii, o întâlnire a fotografilor profesioniști din România la care au participat numeroși fotoreporteri, producători de materiale fotografice, precum și reprezentanți ai diferitelor asociații profesionale. Adunarea s-a ținut în incinta restaurantului Bulevard și a marcat inclusiv trecerea unui an de la apariția Revistei Fotografice Române. La întâlnire au participat, printre alții, fotografii A. Voinovski, Alfons Ebner, Nicu Țațu, Waldemar Petri, Selmann, fotoreporterii Mitică Rădulescu (Universul), A. Berman (Dimineața), Matei Ignat (Curentul), Ionescu (Ordinea), precum și reprezentanți ai producătorilor de echipamente și materiale fotografice Kodak, Agfa, Gewaert, Voigtlander, Mimosa, Leitz, Perutz, Leonar și alții.
Începând cu anul 1935 și cel puțin până în 1938, din conducere Uniunii a facut parte și fotograful bucureștean Apostol Gâlmeanu, având calitatea de membru în comitet.. Perioadă în care pozițiile de președinte și secretar general se aflau ocupate de catre aceiași Etienne Lonyai, respectiv M. Samson.
Uniunea Fotografilor din România se afla într-o stransă colaborare cu Asociația Lucrătorilor Fotografi, o asociație profesională juridicâ inființată în februarie 1933 cu sediul în strada Lipscani nr. 41. În acest sens, comitetul Uniunii a decis în ședința din 7 ianuarie 1935 ca membrii Asociației Lucrătorilor Fotografi sa beneficieze de publicitate gratuită în Revista Fotografică Română. De asemenea, delegații ale Uniunii Fotografilor din România participau frecvent în cadrul întâlnirilor organizate de Asociația Lucrătorilor Fotografi.
La inițiativa Uniunii fotografilor din România, în data de 7 decembrie 1938, s-a ținut adunarea de constituire a Breslei meseriașilor fotografi, foto-reporteri și operatori cinematografiști, din ținutul Bucegi. Cu ocazia acestei adunări, fotograful Traian Petrescu a fost ales președinte, Alexe Henegariu a fost ales vice-președinte, iar M. Samson, secretar. Mihail Vesa, Apostol Gâlmeanu și G. Ionescu au fost alesi membrii consilieri, Enescu I. Const a fost numit expert contabil, C. Rădulescu, casier, iar Aurel Lupu și Mihail Pitescu au ocupat pozițiile de cenzori.
În ianuarie 1945 comitetul de conducere al Uniunii Fotografilor din România avea urmatoarea componență: M. Samson ocupa funcția de președinte, Apostol Gâlmeanu funcția de vice-președinte, iar C.Rădulescu, P. Lepădatu, V. Vasilescu, E. Sellman, J. Marcovici, M. Niculescu și Gh. Sterescu, membrii în comitet. Conducerea a fost aleasă în cadrul unei adunări generale organizată de Uniune în clădirea Asociației Micilor Industriași și Meseriași, aflată în strada Sfinții Apostoli nr. 14, din București.
În octombrie 1945 funcția de președinte al Uniunii Fotografilor din România a fost ocupată de către D. Ion Lazăr. Acesta a participat, în calitatea de lider al Uniunii, la Conferința regională a meseriașilor patroni din Ardeal, unde a susținut un discurs. Conferinta s-a tinut în sala Teatrului Municipal din Sibiu, în data de 7 octombrie 1945.
Uniunea Fotografilor din România nu este activă în prezent.

## Realizări ale Uniunii Fotografilor din România

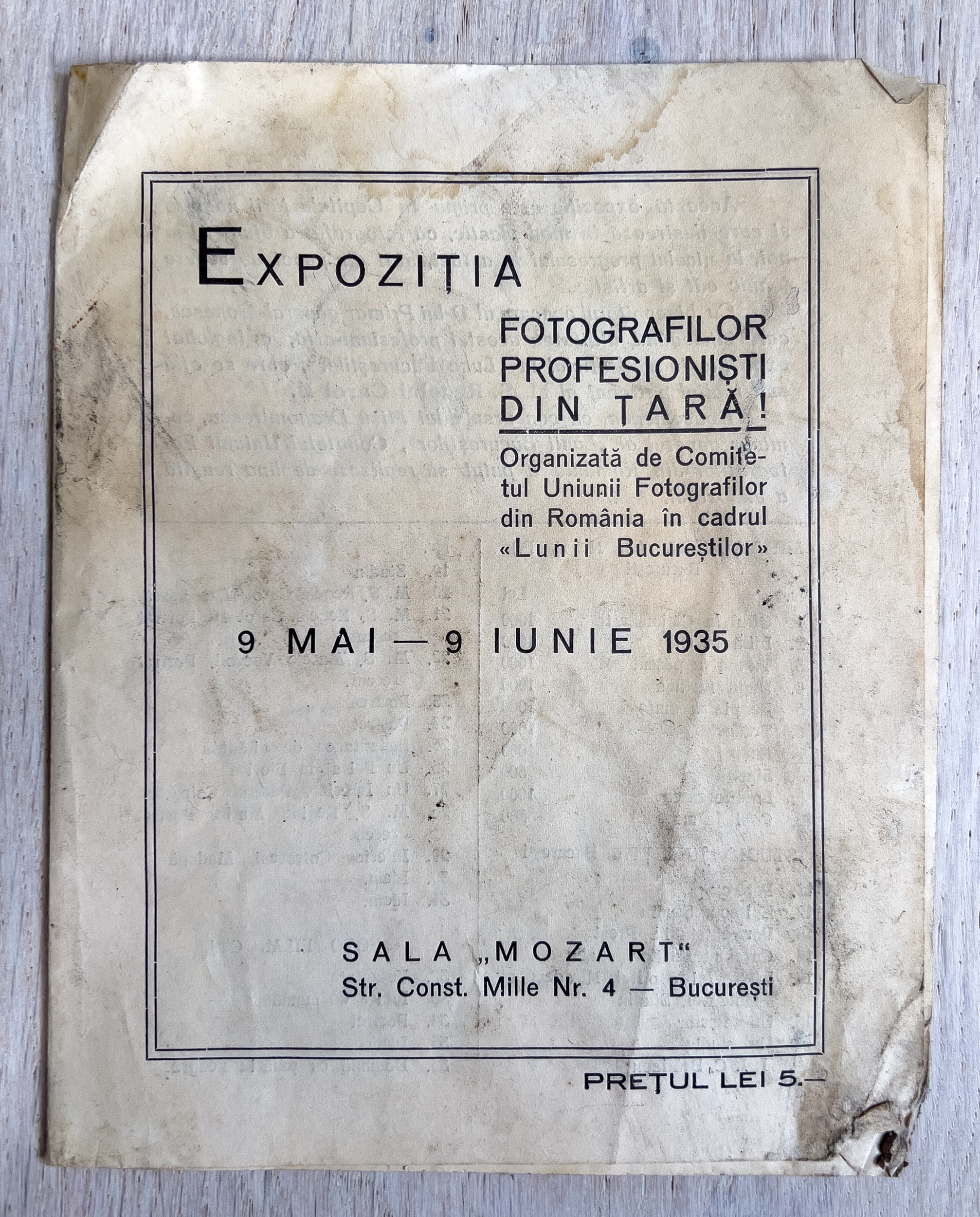
Catalogul "Expoziției fotografilor profesioniști din țară"

### Expoziția fotografilor profesioniști din țară
Una dintre realizările Uniunii a fost organizarea Expoziției fotografilor profesioniști din țară, în cadrul Lunii Bucureștilor, în perioada 9 mai - 9 iunie 1935. Expoziția a fost sprijinită de catre Primăria Municipiului București prin primarul de la acea vreme Alexandru Gh. Donescu și a comisarului general al Lunii Bucureștilor, Mișu Dragomirescu. Evenimentul a avut loc la Sala Mozart aflată pe strada Constantin Mille nr. 4 și s-a bazat pe participarea unui număr de 29 de fotografi și studiouri, care au expus 361 de imagini.
Printre artiștii fotografi și studiourile reprezentate s-au numărat (în ordinea în care au fost prezentați în catalogul expoziției): Mihail Vesa (București), Studio Julietta (București), Foto Film (Cluj), Willy Weiss (București), Frații Fisher (Sibiu), Sellman Photos (București), Gheorghe Vesa (București), Atelier Helios, Maria Gebauer (Brașov), Studio Foto-Luvru (București), Studio Guggenberger - Mairovich (București), Tadeu Guggenberger (București), Oscar Feuerstein (Galați), Teodor Kemileff (Bazargic), Otto Boenig (Calafat), T. Iacobele (Tulcea), M, Benach (Turda), Friederich Roemischer (Bistrița), Csiki Andrei (Turda), Foto Tehnica, Nicolae Țațu (București), Nicolae Szabo (Târgu Mureș), Ludowic Batyi (Cluj), Studio Fotografic Barhia și Lupu (Constanța), Alexandru Fabian de Felso-Eor (Timișoara), Grunblatt (Moreni), Koziarsky Wilhelm (Brașov), Studio Manon, Corlănescu Oprea (București), Lurtz Hans Friedrich (Sighișoara), Szekely Andrei (Arad) și Foto Pax, Bucosky Ed. (București). În catalogul expoziției, unele dintre lucrările prezentate veneau însoțite de mențiuni legate de prețurile de achiziție, cu sume cuprinse între 250 și 1000 de lei per imagine.
Primăria Municipiului București a contribuit cu suma de 70000 de lei pentru realizarea acestei expoziții, sumă destinată exclusiv achitării chiriei spațiului expozițional. Costul de organizare în sine a evenimentului a fost acoperit din fondurile Uniunii, în suma de 5544 lei.

### Planuri pentru o școală de fotografie
Uniunea Fotografilor din România a anunțat în cadrul adunării generale din 27 ianuarie 1936 că există negocieri între Uniune și Ministerul Muncii (minister reprezentat prin directorul general, Stavri Cunescu), pentru înființarea unei școli de fotografie. Nu este clar dacă această acțiune s-a materializat. 

### Inițiative legislative
Uniunea a militat pentru și a obținut aprobarea unei decizii ministeriale de către Ministerul Muncii, la data de 31 mai 1935, prin care a fost interzis "fotografiatul pe stradă". Noțiune care se referea la fotografiatul ambulat de către persoane necalificate și neautorizate, în detrimetul practicanților deținători de cărți de meșter fotograf sau de brevet industrial în domeniul fotografiei. 
În februarie 1938, Uniunea Fotografilor din România a trimis o delegație, formată din Apostol Gâlmeanu, Mihail Vesa și Niculae Tatu, care a prezentat Camerei de munca din București un memoriu, în care arată că obresia fotografilor este concurată în mod neloial de numeroși fotografi clandestini.  Alături de documentul depus, Uniunea a prezentat și o listă a fotografilor clandestini care numai în străzile din centru se ridică la circa 60. În urma acestei intâlniri, Virgil Molin, președintele Camerei de muncă, a decis delegarea consilierului C. Lăzărescu, care, împreună cu reprezentanții Uniunii să procedeze la controlul tuturor atelierelor fotografice din Capitală, pentru a se constata în baza căror autorizațiuni funcționează și dacă toți maeștrii și lucrători fotografi au cărți de capacitate.

### Alte activități
Uniunea Fotografilor din România a organizat la data de 7 ianuarie 1939 comemorarea împlinirii a unui veac de fotografie. Evenimentul a fost organizat la sugestia Societății Franceze de Fotografie și Cinematografie din Paris și a avut loc în salonul de festivitați al restaurantului "Grădina Luzana" din București. "Prietenii fotografiei" au fost invitați să participe la acest eveniment printr-un anunt în ziarul Universul.